# Município de Jackson (condado de Vinton, Ohio)
O município de Jackson (em inglês: Jackson Township) é um município localizado no condado de Vinton no estado estadounidense de Ohio. No ano de 2010 tinha uma população de 741 habitantes e uma densidade populacional de 7,62 pessoas por km².

## Geografia
O município de Jackson encontra-se localizado nas coordenadas 39° 19′ 26″ N, 82° 34′ 50″ O. Segundo a Departamento do Censo dos Estados Unidos, o município tem uma superfície total de 97.25 km², da qual 97,18 km² correspondem a terra firme e (0,07 %) 0,07 km² é água.

## Demografia
Segundo o censo de 2010, tinha 741 pessoas residindo no município de Jackson. A densidade populacional era de 7,62 hab./km². Dos 741 habitantes, o município de Jackson estava composto pelo 97,57 % brancos, o 0,4 % eram afroamericanos, o 0,54 % eram amerindios, o 0,81 % eram asiáticos e o 0,67 % eram de uma mistura de raças. Do total da população o 0 % eram hispanos ou latinos de qualquer raça.